# Nemestrinus ruficaudis
Nemestrinus ruficaudis är en tvåvingeart som först beskrevs av Robert W. Lichtwardt 1907.  Nemestrinus ruficaudis ingår i släktet Nemestrinus och familjen Nemestrinidae. Inga underarter finns listade i Catalogue of Life.